# Sul Maranhense
Sul Maranhense è una mesoregione dello Stato del Maranhão in Brasile.

## Microregioni
È suddivisa in 3 microregioni:
- Chapadas das Mangabeiras
- Gerais de Balsas
- Porto Franco